# Herbert Schultze
Herbert Schultze (Kiel, 1909. július 29. – London, 1987. június 3.) német tengeralattjáró-parancsnok a második világháborúban, aki az U-48-cal nyolc bevetést teljesített, mely során elsüllyesztett 26 hajót; 169 709 BRT mennyiségben, ezzel a teljesítményével a 8. legeredményesebb II. világháborús tengeralattjáró ász.

## A háború előtt
Schultze kieli származása miatt már gyerekkorában érdeklődött a hajózás iránt. A későbbi kapitány 1930-ban lépett a Reichsmarine kötelékébe. Alapkiképzésére Stralsundban került sor, majd a Niobe és az Emden fedélzetén képezték tovább. Kiképzett tisztként először két könnyű cirkálón volt szolgálatban: a Leipzigen és a Karlsruhén. 1936-ban Flensburgban oktatott a Tengerészeti Akadémiában. 1937-ben átjelentkezett a tengeralattjáró flottához. Első naszádja a IIA típusú U-2 volt. 1939. április 22-én áthelyezték az U-48-ra, amelynek ő lett a parancsnoka.

## AzU-48parancsnokaként
Első háborús bevetése még augusztus 19-én kezdődött, és szeptember 17-éig tartott, mégis a háború első két hetében három hajót süllyesztett el. Ezen a bevetésen süllyesztette el a 4869 tonnás, angol Firby gőzöst, melynek elsüllyesztése után egy Winston Churchillhez intézett egy rádióüzenetet, melyben tudatta a hajó helyzetét, és hogy mentsék ki a legénységet, ezzel az üzenettel ismertté vált Németországban és Nagy-Britanniában. Egy amerikai riporter még 1939-ben készített vele egy riportot, amit Angliában is lejátszottak még az év folyamán.
1940 márciusáig 117687 tonnányi hajót süllyesztett el, eredményeiért megkapta a Vaskereszt Lovagkeresztjét, másodikként a tengeralattjáró-parancsnokok közül.
Háborús karrierje azonban egy időre kényszerpályára került: gyomor és vesebántalmakkal 1940 májusától októberig kórházban volt. Októbertől decemberig pedig a 7. Tengeralattjáró Flottilla parancsnokhelyettese volt. Decemberben visszatért az U-48 fedélzetére, és még három bevetést teljesített a naszádon. Nyolcadik bevetése után, 1941 júniusában kapta meg a Vaskereszt Lovagkeresztjéhez a Tölgyfalombot is, a legénység által "Vaddi"-nak (Papa) nevezett kapitány ezután szárazföldi beosztásba került.

## Felsőbb beosztásban
1942 júliusától lett a 3. Tengeralattjáró Flottilla parancsnoka La Rochelle-ben, majd még 1942 decemberében Dönitz törzskarához került. 1944 márciusában pedig visszatért a Tengerészeti Akadémiára oktatónak, ahol a világháború végéig szolgált.

## Összegzés
| Hajója | Parancsnoki szolgálata                | Őrjáratok száma | Őrjáratok hossza (nap) | Eltalált hajók száma | Eltalált hajók vízkiszorítása (brt) |
| ------ | ------------------------------------- | --------------- | ---------------------- | -------------------- | ----------------------------------- |
| U–2    | 1938. január 31. – 1939. március 16.  | 0               | 0                      | 0                    | 0                                   |
| U–48   | 1939. április 22. – 1940. május 20.   | 5               | 135                    | 16                   | 109 074                             |
| U–48   | 1940. december 17. – 1941. július 27. | 3               | 92                     | 11                   | 70 091                              |
|        | Összesen                              | 8               | 227                    | 27                   | 179 165                             |

## Elsüllyesztett és megrongált hajók
| Tengerlattjáró | Dátum                | Hajó neve        | Nemzetisége        | Vízkiszorítása (brt |
| -------------- | -------------------- | ---------------- | ------------------ | ------------------- |
| U–48           | 1939. szeptember 5.  | Royal Sceptre    | Egyesült Királyság | 4853                |
| U–48           | 1939. szeptember 8.  | Winkleigh        | Egyesült Királyság | 5055                |
| U–48           | 1939. szeptember 11. | Firby            | Egyesült Királyság | 4869                |
| U–48           | 1939. október 12.    | Emile Miguet     | Franciaország      | 14 115              |
| U–48           | 1939. október 13.    | Heronspool       | Egyesült Királyság | 5202                |
| U–48           | 1939. október 13.    | Louisiane        | Franciaország      | 6903                |
| U–48           | 1939. október 14.    | Sneaton          | Egyesült Királyság | 3677                |
| U–48           | 1939. november 17.   | Clan Chisholm    | Egyesült Királyság | 7256                |
| U–48           | 1939. november 27.   | Gustaf E. Reuter | Svédország         | 6336                |
| U–48           | 1939. december 8.    | Brandon          | Egyesült Királyság | 6668                |
| U–48           | 1939. december 9.    | San Alberto      | Egyesült Királyság | 7397                |
| U–48           | 1939. december 15.   | Germaine         | Görögország        | 5217                |
| U–48           | 1940. február 10.    | Burgerdijk       | Hollandia          | 6853                |
| U–48           | 1940. február 14.    | Sultan Star      | Egyesült Királyság | 12 306              |
| U–48           | 1940. február 15.    | Den Haag         | Hollandia          | 8 971               |
| U–48           | 1940. február 17.    | Wilja            | Finnország         | 3396                |
| U–48           | 1941. február 1.     | Nicolas Angelos  | Görögország        | 4351                |
| U–48           | 1941. február 24.    | Nailsea Lass     | Egyesült Királyság | 4289                |
| U–48           | 1941. március 29.    | Germanic         | Egyesült Királyság | 5352                |
| U–48           | 1941. március 29.    | Hylton           | Egyesült Királyság | 5197                |
| U–48           | 1941. március 29.    | Limbourg         | Belgium            | 2483                |
| U–48           | 1941. április 2.     | Beaverdale       | Egyesült Királyság | 9957                |
| U–48           | 1941. június 3.      | Inversuir*       | Egyesült Királyság | 9957                |
| U–48           | 1941. június 5.      | Wellfield        | Egyesült Királyság | 6054                |
| U–48           | 1941. június 6.      | Tregarthen       | Egyesült Királyság | 5201                |
| U–48           | 1941. június 8.      | Pendrecht        | Hollandia          | 10 746              |
| U–48           | 1941. június 12.     | Empire Dew       | Egyesült Királyság | 7005                |

* A csillaggal jelölt hajó nem süllyedt el, csak megrongálódott

## ABundesmarine-ban
1956-ban visszatért a német haditengerészethez. Újra a szárazföldre kapott beosztásokat: tagja volt a haditengerészet vezérkarának, valamint még újabb két évig oktatott a Tengerészeti Akadémián. A Bundesmarine-től 1968-ban vonult nyugdíjba.
Herbert Schultze 1987. június 3-án hunyt el Londonban, majd Wilhelmshavenben temették el. Schultze gyászbeszédjét Otto Kretschmer mondta el.